# 世界政治史
世界政治史（Political history of the world）是人类在整个存在过程中创造的各种政治实体以及这些国家定义其边界的方式的历史。纵观历史，政治制度已经从自治和君主制的基本制度扩展到今天存在的复杂的民主和极权制度。与此同时，政治实体已经从模糊界定的边境型边界扩展到今天存在的国家明确边界。

## 史前时代
人类的灵长类祖先已经具备社会和政治技能。 人类社会组织的第一种形式是作为狩猎采集者生活在部落社会中的家庭。
大约在同一时间（公元前7,000-8,000年）在世界各地发明农业之后，人类社会开始过渡到部落形式的组织。
存在不同部落之间外交和局部战争的证据。 这可能是由于盗窃牲畜或农作物、绑架妇女或资源和地位竞争造成的。
克里斯蒂安·于恩森·汤姆森首次提出了石器时代、青铜时代、铁器时代的史前时代三時代系統。到1860年代，该理论被普遍认为是对“人类最早的历史”的一个有用分期法，并开始应用于亞述學。古代近东考古学中现在常规分期的发展是在1920年代至1930年代发展起来的。

## 古代
政治权力的早期分配取决于不同地点的淡水、肥沃土壤和温带气候的可用性。 这些都是高度组织化社会发展所必需的。这些早期社会的位置靠近或受益于构造板块的边缘。 印度河流域文明位于喜马拉雅山脉（由构造压力造成）以及印度河和恒河附近，这些河流从山区沉积沉积物以产生肥沃的土地。美索不达米亚也存在类似的动态，底格里斯河和幼发拉底河与扎格罗斯山脉的情况相同。 古埃及得益于尼罗河从其起源的东非高地沉积的沉积物，而黄河和长江对古代中国的作用相同。 由于可驯化的野草物种的自然出现和陆地的东西向，欧亚大陆在农业发展方面具有优势，使驯化作物易于传播。世界上生活在那里的大型哺乳动物物种中有一半赋予了它类似的优势，可以驯化。
农业的发展允许更多的人口。新密集和定居的社会变得等级森严，财富和自由不平等。由于公元前3800年气候变冷和干燥导致美索不达米亚发生干旱，村里的农民开始合作并开始使用灌溉系统建立更大的定居点。这种新的水利基础设施反过来又需要具有复杂社会组织的集中管理。美索不达米亚出现了第一批具有更大社会组织的城市和系统，随后在几个世纪内出现在印度河和黄河流域。在城市中，劳动力可以专业化，因为整个人口不必为粮食生产而工作，而储存的粮食允许大型军队建立帝国。 首先出现的帝国在古埃及和美索不达米亚。较小的王国存在于华北平原、印度恒河平原、中亚、安纳托利亚、东地中海和中美洲，而其余的人类则继续生活在小部落中。

### 中东和地中海

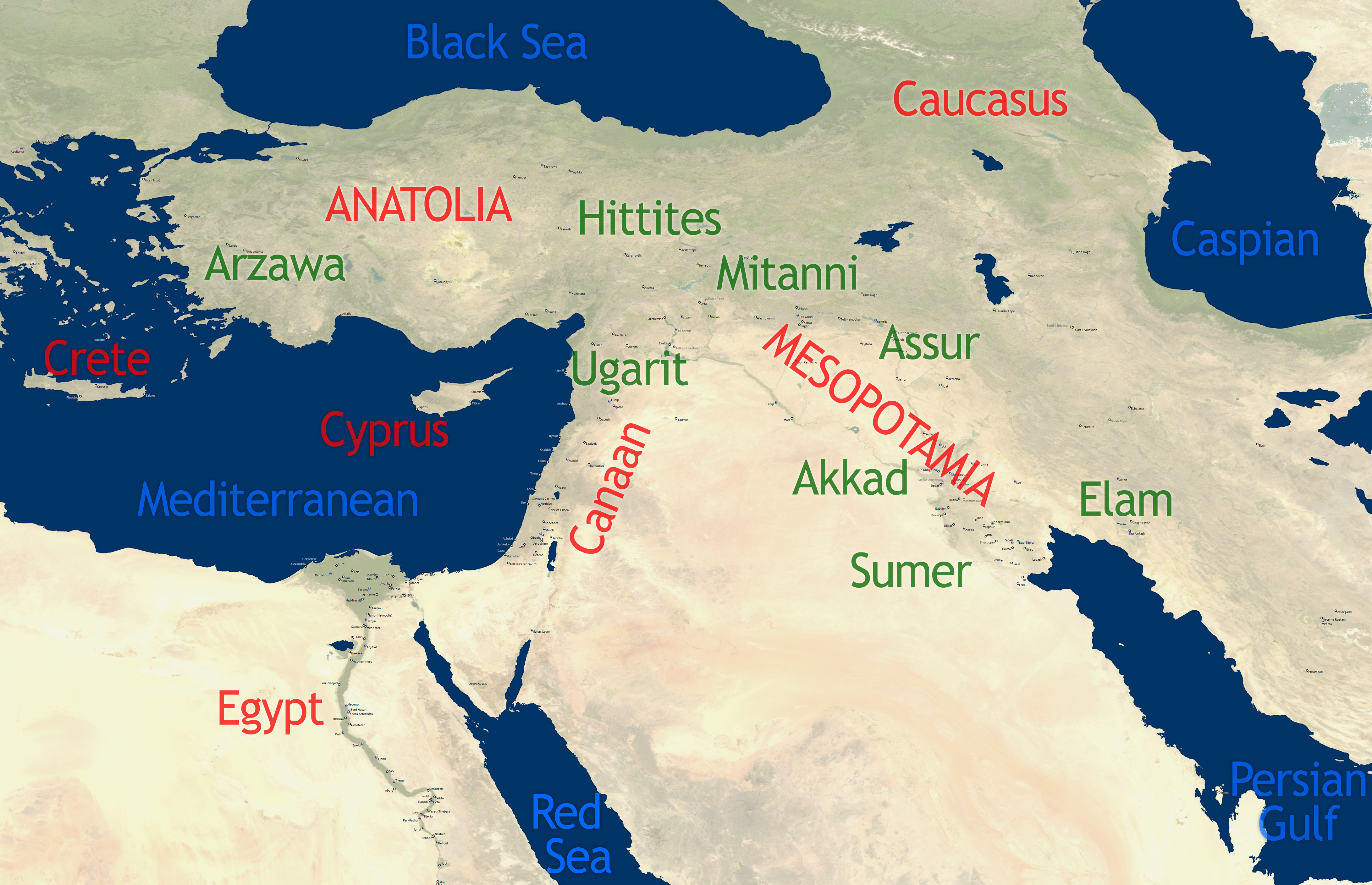
古代近东全景

最早的国家是苏美尔王朝早期和埃及王朝早期，分别起源于大约公元前3000年的乌鲁克时期和前王朝時期的埃及。 王朝早期的埃及以非洲东北部的尼罗河为基地，王国的边界以尼罗河为基础，一直延伸到存在绿洲的地区。 上埃及和下埃及在公元前3150年左右由法老梅内斯统一。这一整合过程是由来自尼罗河三角洲不断扩大的撒哈拉沙漠的移民拥挤推动的。尽管如此，孟菲斯和底比斯等权力中心之间的国内政治竞争仍在继续。盛行的東北季風使沿河航行更容易，从而有助于国家的统一。埃及人的地缘政治环境使他们被努比亚包围，位于尼罗河南部较小的绿洲，乘船无法到达，而利比亚军阀则在现代班加西周围的绿洲行动，最后被西奈半岛和大海的袭击者包围。这个国家被撒哈拉沙漠在两边形成的天然屏障很好地防御着，但这也限制了它扩张成更大帝国的能力，维持尼罗河沿岸的区域大国地位，除了在公元前二千年征服黎凡特。木材的缺乏也使得建立一支大型海军在地中海或红海进行力量投送过于昂贵。

### 中国
在华北平原，黄河让魏国、齐国等国家崛起。该地区首先在公元前1600年左右由商朝统一，并在公元前1046年的牧野之战中被周朝取代，据信有数百万人参加了战斗。 然而，胜利者很快就受到内部动荡的打击。 周人的主要对手是山东的东夷人、鄂尔多斯的咸云人、山西的桂坊人，以及长江中游的楚人。
从公元前八世纪开始，中国在春秋（771-476）和战国时期（476-221）期间陷入了长达五个世纪的无政府状态。后期，金朝分裂为魏、赵、汉，而华北平原的其余部分则由楚、秦、齐、燕组成，而周仍处于中央，主要是礼仪力量。 虽然赵人起初有优势，但在昌平之战中，秦人最终在260年击败了他们，双方大约有50万士兵战斗。其他国家试图结盟对抗秦，但被击败了。
公元221年，秦朝建立，人口约4000万，首都35万在临淄。在秦始皇的领导下，王朝开始了诸如建立领土行政单位、基础设施项目（包括中国长城）和统一汉字等改革。然而，在他去世并与兵马俑一起埋葬之后，当楚汉开始争夺弱继承人留下的权力真空时，帝国开始分崩离析，汉朝于公元前204年建立。
汉朝时期，中国人口增至5000万，首都长安有40万人，领土扩张到朝鲜、越南和天山。还出征匈奴，夺取河西走廊，吞并南越国，征服海南和台湾。 中国对匈奴的压力迫使他们向西移动，导致月氏出走，后者又掠夺了大夏首都。这导致了他们新的贵霜帝国。汉朝的终结是在公元220年的内部动荡之后，分裂为蜀国、吴国和魏国。尽管晋朝（266-420）崛起，但不久之后，匈奴在五夷之乱（304-316）中入侵中国，征服了华北平原的大片地区，于399年宣布成立北魏。

## 后古代
（编辑中）

## 早期现代
（编辑中）

## 现代

### 革命浪潮
大西洋革命是18世纪末和19世纪初的革命浪潮，发生在美洲和欧洲，包括科西嘉革命（1755-1769）、美國革命（1765-1783）、1782年日内瓦革命、荷兰爱国者起义（1785）、1792年俄波战争（1788-1792)、法国大革命及其后果（1789-1814）、比利时列日革命（1789-1795）和布拉班特革命（1790）、海地革命（1791-1804）、荷兰巴達維亞革命（1795）、库拉索奴隶起义（1795）、费东叛乱（1796）、苏格兰叛乱（1797）、1798年爱尔兰起义、赫尔维蒂革命（1798）、阿尔塔穆兰革命（1799）、1811年德国海岸起义（1811）和挪威独立战争（1814）。瑞士、俄罗斯和巴西发生了较小的动荡。每个国家的革命者都知道其他国家的革命者，并在某种程度上受到他们的启发或效仿。
法国大革命战争是法国大革命引发的从1792年持续到1802年的一系列全面军事冲突。法国与大不列顛王國、神圣罗马帝国、普魯士王國、沙皇俄国等君主國对抗。法国大革命战争分为两个时期：第一次反法同盟（1792-97）和第二次反法同盟（1798-1802）。最初仅限于欧洲，战斗逐渐蔓延到全球。经过十年不断的战争和积极外交，法国征服了意大利半島、低地国家和莱茵兰地区的领土，并在北美收回了路易斯安那州。法国在法国大革命战争中的成功确保了革命原则在欧洲大部分地区传播。
雾月政变使拿破仑·波拿巴将军上台成为法国第一执政，在大多数历史学家看来，法国大革命结束了。拿破崙戰爭（1803-1815）是一系列重大冲突，由拿破仑一世领导的法兰西第一帝国及其盟国与一系列欧洲列强组成各种联盟，在欧洲大陆的大部分地区导致了短暂的法国统治时期。拿破崙戰爭源于与法国大革命及其由此产生的冲突相关的未解决争端，通常分为五次冲突：第三次反法同盟（1805年）、第四次反法同盟（1806-07年）、第五次反法同盟（1809年）、第六次反法同盟（1813-14年）和第七次反法同盟（1815年）。
拿破仑占领西班牙导致与法国的半岛战争，使得西班牙美洲的西班牙克里奥尔人质疑他们对西班牙的效忠，引发各种西班牙治下美洲独立战争（1808-33年），这些战争主要是进行的在对立的殖民者团体之间，其次是针对西班牙军队。与此同时，葡萄牙王室在葡萄牙被法国占领期间迁往巴西。皇室回到里斯本后，摄政王佩德罗留在巴西，并于1822年成功宣布自己为新独立的巴西帝國的皇帝。
1820年革命包括意大利的烧炭党、西班牙的自由三年、1820年葡萄牙王国的自由革命、希腊独立战争和俄罗斯帝国十二月党人起义。随后，1830年革命包括荷兰联合王国的比利时革命、法國七月革命、波兰十一月起义和瑞士的乌斯特塔格。1848年革命又是欧洲历史上最广泛的革命浪潮，包括德意志1848年革命、法國二月革命、意大利各州的革命、大波兰起义、三月动乱、1848年奥地利帝国革命（包括1848年匈牙利革命）、普雷埃拉起义、卢森堡革命、摩尔达维亚革命、瓦拉几亚革命、英国宪章运动和青年爱尔兰叛乱。

### 大国竞争
受1820-1830年代反对维也纳会议结果的叛乱的启发，意大利统一进程由1848年革命促成，并于1871年完成，罗马被正式指定为意大利王国首都。
1870-71年普法战争后，普鲁士在宰相奥托·冯·俾斯麦的领导下，将几乎所有德意志国家（除奥地利、卢森堡和列支敦士登）合并为一个新的德意志帝国。俾斯麦的德意志第二帝国到1914年成为欧洲大陆最强大的国家。
与此同时，英国进入了一个“光榮孤立”的时代，避免了导致其在1854-1856年卷入克里米亚战争的纠葛。英国专注于内部工业发展和政治改革，并建立其庞大的国际资产——大英帝国，维持当时世界上最强大的海军来保护其岛屿家园和许多海外财产。

### 一战及其后果
第一次世界大战见证了歐洲大陸分裂为两个主要的对立联盟：协约国，主要由大不列颠及爱尔兰联合王国、美国、法国、俄罗斯帝国、意大利、日本、葡萄牙和上述许多巴尔干国家如塞尔维亚和黑山组成；以及同盟国，主要由德意志帝国、奥匈帝国、奥斯曼帝国和保加利亚组成。尽管塞尔维亚在1915年被击败，罗马尼亚在1916年加入同盟国、在1917年被击败，但直到1918年，没有一个大国被淘汰出局。
1917年的俄罗斯二月革命以临时政府取代了君主制，但对战争代价的持续不满导致了十月革命。苏维埃社会主义共和国成立，新政府于1918年3月签署的布列斯特-立托夫斯克条约，结束了俄罗斯对一战的参与。同盟国相继退出：首先是保加利亚（9月29日），然后是奥斯曼帝国（10月31日）和奥匈帝国（11月3日）。由于盟友被击败，国内发生革命，军队不再愿意战斗，德皇威廉于11月9日退位，德国于1918年11月11日签署停战协议，结束了一战。
战后奥斯曼帝国的瓜分导致中东被英法等西方列强统治，并见证了现代阿拉伯世界和土耳其共和国的诞生。国际联盟授权授予法国对叙利亚和黎巴嫩的托管、英国对美索不达米亚（后来的伊拉克）的托管和英国对巴勒斯坦的托管——后来分为巴勒斯坦和外约旦酋长国（1921-1946）。奥斯曼帝国在阿拉伯半岛的属地成为汉志王国，内志苏丹国（今天的沙特阿拉伯）被允许吞并，以及也门的穆塔瓦基利特王国。帝国在波斯湾西岸的属地被沙特阿拉伯吞并，或仍是英国的保护国（科威特、巴林和卡塔尔），并成为波斯湾的阿拉伯国家。
1917年－1923年革命包括受俄罗斯革命的成功和第一次世界大战后果造成的混乱启发的世界各地的政治动荡和起义。在饱受战争蹂躏的俄罗斯帝国，自由主义的二月革命推翻了君主制。随后是一段不稳定时期，布尔什维克在十月革命期间夺取了政权。为了应对新兴的苏联，来自各种意识形态派别的反共势力与布尔什维克作战，特别是反革命的白军运动和农民绿军、俄罗斯革命后乌克兰的各种民族主义运动和其他可能——成为新的国家，如苏联外高加索和苏联中亚、无政府主义启发的第三次俄国革命和坦波夫起义。列宁主义的胜利也激发了世界共产主义的浪潮：更大的德国革命及其后代，如巴伐利亚苏维埃共和国、邻近的匈牙利苏维埃革命和意大利的红双年会，以及各种较小的起义、抗议和罢工，但所有这些都流产了。布尔什维克试图在苏联领导的共产国际中协调这一新的革命浪潮。

### 法西斯主义的兴起
1929年起的大萧条造成的经济困难状况导致国际社会动荡激增。在德国，它促成了国家社会主义德国工人党的兴起，导致了魏瑪共和國的灭亡和阿道夫·希特勒领导下的法西斯政权纳粹德国的建立。
法西斯运动在欧洲其他地方的力量不断增强。匈牙利法西斯主义者久拉·贡博斯于1932年上台担任匈牙利总理，并试图在全国巩固他的统一党。1933年后，罗马尼亚的法西斯铁卫队运动在政治上的支持率飙升，在罗马尼亚政府中获得了代表权，一名铁卫队成员暗杀了罗马尼亚总理扬·杜卡。在1934年2月6日危机期间，法国面临自德雷福斯事件以来最严重的国内政治动荡，当时法西斯运动和多个极右翼运动在巴黎集体暴动反对法国政府，导致重大政治暴力。
在美洲，由Plínio Salgado领导的巴西整合主义者声称拥有多达200,000名成员，不过在1937年政变企图之后，它面临着来自瓦加斯的Estado Novo的镇压。在1930年代，智利国家社会主义运动在智利议会中获得席位并企图发动政变，导致1938年的Seguro Obrero大屠杀。

### 二战
第二次世界大战通常被认为始于1939年9月1日，纳粹德国在阿道夫·希特勒的领导下入侵波兰。英国和法国随后于3日向德国宣战。根据1939年8月的莫洛托夫-里宾特洛甫条约，德国和苏联瓜分了波兰，并在芬兰、罗马尼亚和波罗的海国家划定了各自“势力范围”。从1939年底到1941年初，在一系列战役和条约中，德国征服或控制了欧洲大陆的大部分地区，并与意大利和日本（以及后来的其他国家）结成了轴心国。随着北非和东非战役的开始，以及法国在1940年中期的垮台，战争主要在欧洲轴心国和大英帝国之间继续进行，包括巴尔干战争、不列颠空战、闪电战英国和大西洋海战。1941年6月22日，德国率领欧洲轴心国入侵苏联，打开了历史上最大的陆地战区东线战区，并将轴心国尤其是德国国防军陷入了消耗战。
旨在称霸亚太地区的日本在1937年与中华民国交战。1941年12月，日本对美国和英国领土发动了几乎同时对东南亚和中太平洋的攻势，其中包括对太平洋的进攻。美国舰队在珍珠港迫使美国对日本宣战；欧洲轴心国团结一致向美国宣战。日本很快占领了西太平洋的大部分地区，但在关键的中途岛海战失败后，它的进攻于1942年停止。后来，德国和意大利在北非和苏联的斯大林格勒被击败。1943年的重大挫折——包括德国在东线的一系列失败、盟军入侵西西里岛和意大利本土，以及盟军在太平洋的进攻——使轴心国丧失了主动权，并迫使其在所有战线上进行战略撤退。 1944年，西方盟军入侵德占法国，而苏联则收复其领土损失并转向德国及其盟国。在1944-45年期间，日本在亚洲大陆遭受了逆转，而盟军削弱了日本海军并占领了西太平洋的关键岛屿。
欧洲战争以解放德国占领区和西方盟国和苏联入侵德国而告终，最终导致柏林沦陷于苏联军队、希特勒自杀和德国于1945年5月8日无条件投降。在盟军于1945年7月26日发表波茨坦宣言以及日本拒绝按其条款投降之后，美国于8月6日向日本城市广岛和8月9日向长崎投下了第一颗原子弹。面对迫在眉睫的日本列岛入侵、原子弹爆炸的可能性以及苏联加入对日战争并入侵满洲，日本于8月15日宣布投降，然后于9月2日签署投降书，巩固了盟军在亚洲的全面胜利。
第二次世界大战改变了全球的政治联盟和社会结构。联合国成立，以促进国际合作并防止未来发生冲突，获胜的大国——中国、法国、苏联、英国和美国——成为其安理会常任理事国。苏联和美国成为敌对的超级大国，为长达近半个世纪的冷战奠定了基础。在欧洲遭受破坏之后，其大国的影响力减弱，引发了非洲和亚洲的非殖民化。大多数工业受到损害的国家都转向经济复苏和扩张。政治一体化，特别是在欧洲，开始是为了防止未来的敌对行动、结束战前的敌意和建立共同的认同感。

### 冷战
冷战是美国和苏联及其各自盟友西方集團和東方集團之间的地缘政治紧张时期，始于二战。西方集团由美国以及西方集团的其他第一世界国家领导，这些国家通常是自由民主的，但与威权国家网络联系在一起，其中大部分是他们的前殖民地。东方集团由苏联及其共产党领导，在整个第二世界都有影响。美国政府支持世界各地的右翼政府和起义，而苏联政府资助世界各地的共产党和革命。由于几乎所有的殖民地都在1945年至1960年期间实现了独立，成为冷战中的第三世界战场。
冷战的第一阶段于1945年二战结束后不久开始。1949年，美国及其盟国担心苏联的袭击，成立了北约军事联盟，并将其称为对抗苏联影响遏制的全球政策。1955年，苏联为响应北约而成立了华沙条约组织。这一阶段的主要危机包括1948-49年柏林封锁、1927-1949年中国内战、1950-1953年朝鲜战争、1956年匈牙利革命、1956年苏伊士危机、1961年柏林危機和1962年古巴导弹危机。美国和苏联在拉丁美洲、中东以及非洲和亚洲的非殖民化国家争夺影响力。
古巴导弹危机之后，一个新的阶段开始了，中苏交恶使共产主义领域内的关系复杂化，而西方集团国家法国开始要求更大的行动自主权。苏联入侵捷克斯洛伐克以镇压1968年的布拉格之春，而美国则经历了民權運動和反对越南战争的内部动荡。在1960年代至70年代，一场国际和平运动在世界各地的公民中扎根。发生了反对核武器试验和核裁军的运动，并出现了大规模的反战抗议活动。到1970年代，双方都开始考虑和平与安全，进入缓和时期，战略武器限制谈判和美国与中华人民共和国建立关系是对苏联的战略制衡。1970年代后半期，第三世界形成了许多自称马克思主义的政权，包括安哥拉、莫桑比克、埃塞俄比亚、柬埔寨、阿富汗和尼加拉瓜。
随着1979年苏阿战争的爆发，缓和在这十年结束时崩溃了。1980年代初期是另一个紧张局势加剧的时期。在苏联经济停滞之际，美国加大了对苏联的外交、军事和经济压力。1980年代中期，新的苏联领导人米哈伊尔·戈尔巴乔夫引入了 glasnost（“开放”，约1985年）和 perestroika（“重组”，1987年）的自由化改革，并结束了苏联对阿富汗的介入。东欧对国家主权的压力越来越大，戈尔巴乔夫拒绝再从军事上支持他们的政府。
泛欧野餐后铁幕的倒塌和和平的1989年革命浪潮（羅馬尼亞和阿富汗除外）推翻了几乎所有东欧集团的共产主义政府。苏联共产党本身在1991年8月的一次未遂政变企图后失去了对苏联的控制并被禁止。这反过来导致1991年12月苏联解体，其组成共和国宣布独立，非洲和亚洲大部分地区的共产主义政府垮台。美国成为世界上唯一的超级大国。

### 后冷战

#### 1990年代
苏联解体后，在其前领土上发生了许多後蘇聯衝突。分离主义运动在第一次纳戈尔诺-卡拉巴赫战争（1988-1994）、德涅斯特河沿岸战争（1990-1992）、南奥塞梯战争（1991-1992）、阿布哈兹战争（1992-1993）和第一次車臣戰爭（1994-1996）、格鲁吉亚战争（1991-1993年）、塔吉克斯坦战争（1992-1997）以及1993年俄罗斯国内权力冲突。捷克和斯洛伐克在1993年和平分离，而南斯拉夫从1990年开始的解体导致十余年激烈的南斯拉夫內戰。
现实社会主义和市场民主国家之间的全球竞争结束后，出现了许多第三条道路的政治家。在美国，这方面的主要支持者是1993年至2001年在任的第42任总统比尔·克林顿。在英国，第三条道路社会民主主义的支持者托尼·布莱尔声称，他所倡导的社会主义不同于传统的社会主义观念：“我这种社会主义是一套基于社会正义观念的价值观...社会主义作为一种僵化的经济决定论形式已经结束”。
德国统一后，在德国总理赫尔穆特·科尔和法国总统弗朗索瓦·密特朗的领导下，欧洲一体化继续推进。1993年11月1日，《马斯特里赫特条约》生效，创建了欧洲联盟及其支柱体系，将欧洲政治合作正式确定为共同外交和安全政策，并增加了司法和内政新领域。1994年1月1日，欧洲经济区生效，允许欧洲自由贸易联盟成员挪威和冰岛在不加入欧盟的情况下进入欧洲单一市场。申根协定于1995年3月26日生效。
1994年4月7日至7月15日卢旺达内战期间，发生了卢旺达大屠杀。在约100天的时间里，图西族少数民族成员以及一些温和的胡图族和特瓦族成员被武装民兵杀害。最广泛接受的学术估计是大约500,000到662,000图西人死亡。 种族灭绝产生了持久而深远的影响。 1996 年，卢旺达爱国阵线领导的卢旺达政府对前卢旺达政府流亡领导人和许多胡图族难民的家园扎伊尔（现刚果民主共和国）发动攻势，引发了第一次刚果战争，估计有20万人丧生。
在江泽民的领导下，中国经济持续发展，市场化改革持续推进，1997年香港回归，1999年澳门回归，中国对外关系得到改善，而共产党则继续严格控制国家。然而，在第三次台海危机期间，中华人民共和国于1995年7月21日至1996年3月23日在台湾周边海域进行了一系列导弹试验。作为反应，美国上演了自越南战争以来美国在亚洲最大规模的军事实力展示。美国领导的北约轰炸美国南斯拉夫期间，美制导炸弹袭击了中华人民共和国驻新贝尔格莱德区的大使馆，炸死三名中国记者，激怒了中国公众。